# Prasinocyma semicrocea
Prasinocyma semicrocea är en fjärilsart som beskrevs av Walker 1861. Prasinocyma semicrocea ingår i släktet Prasinocyma och familjen mätare. Inga underarter finns listade i Catalogue of Life.